# Заболотний Іван Кирилович
Іва́н Кири́лович Заболо́тний (нар.1868, Чоботарка Ольгопільського повіту Подільської губернії (нині — Заболотне Крижопільського району  Вінницької області) — пом.1912) — депутат Першої Державної Думи Російської імперії, волонтер Англо-бурської війни (1899—1902 років), розробник підводного човна.

## Біографія
Іван Заболотний народився 1866 року на Поділлі. Був молодшим братом українського мікробіолога та епідеміолога Данила Заболотного.
Навчаючись у Другій Одеській гімназії, був членом групи саморозвитку гімназистів, читав і розповсюджував різноманітну вільнодумну літературу, через що був переведений до Болградської гімназії. 19 квітня 1890 року за нелегальне розповсюдження літератури був арештований. Проте, за браком доказів, які б доводили його антидержавну діяльність, був звільнений з-під арешту.
Пізніше вступив на юридичний факультет Київського Імператорського університету імені Святого Володимира. Однак навчання не закінчив, оскільки записався волонтером на Англо-бурську війну 1899–1902 років у Південній Африці. По поверненні з війни, 1904 року закінчив Київський університет, отримавши фах юриста.
По закінченні університету працював приватним повіреним та помічником присяжного повіреного у Житомирі. Мав зв'язки з членами Партії соціалістів-революціонерів, через що перебував під постійним таємним наглядом поліції. Також надавав допомогу селянам у розв'язанні різноманітних питань у судах, інших державних органах, подеколи не беручи за це плати. Висловлювався за громадянську рівноправність, розвиток народної освіти.

## Діяльність у Першій Державній Думі
23 березня 1906 року був обраний депутатом Першої Державної Думи Росії від селян Подільської губернії за списком партії кадетів. У Думі увійшов до складу Трудової групи, був активним діячем Української думської громади. Був членом Аграрної комісії. Висловлювався за прийняття законопроєкту «Про громадянську рівність», заяви про утворення Комісії щодо незаконних дій адміністрації та про необхідність утворення місцевих аграрних комітетів, а також за політичну амністію. Іван Заболотний висловив пропозицію про включення до листа на ім'я Миколі II пункту про призупинення смертної кари. Пізніше вніс на розгляд Думи законопроєкт «Про скасування смертної кари».

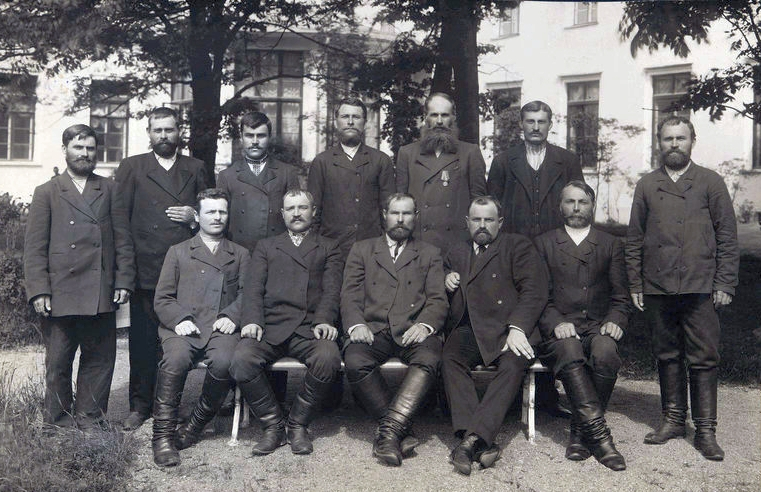
Депутати Державної думи I скликання від Подільської губернії. Стоять: Шепітка Д.І., Кучеренко І.З., Бей В.І., Гнатенко І. Г., Яременко П. Н., Косаренчук І. І., Рибачок О.Ф .; сидять: Романюк А. І., Кучер М. А., Штефанюк Л. Є., Заболотний І.К., Михаленко П.Н.

## Останні роки
Після розпуску Державної думи взявся за розробку та конструювання підводних човнів. Після 1910 року сконструював підводний човен, який зацікавив фахівців військової розвідки низки економічно розвинених країн.
Помер 1912 року.